# Sportski centar Boris Trajkovski
La Sportski centar Boris Trajkovski (in macedone Спортски центар Борис Трајковски?) è una arena polivalente situata nella città di Skopje, e intitolata a Boris Trajkovski.
I lavori per l'Arena iniziarono nel giugno 2004, e venne aperta il 22 maggio 2008. Al suo interno si svolgono anche manifestazioni culturali, eventi e concerti.
Ha ospitato il Campionato europeo femminile di pallamano 2008 e quello del 2022.